# Hebelpark
Der Hebelpark in der baden-württembergischen Kreisstadt Lörrach ist mit 0,35 Hektar der zweitkleinste der fünf Parks der Stadt. Benannt ist der Park nach dem Schriftsteller und alemannischen Mundartdichter Johann Peter Hebel, dem zu Ehren im Park eine überlebensgroße Statue steht. Der Park befindet sich zentral in der Innenstadt am Rande der Fußgängerzone.

## Geschichte
Von 1610 bis 1864 diente das Feld des heutigen Hebelparks als Friedhof. Zwischen 1688 und 1867 befand sich neben dem ehemaligen Friedhof das Stadttor, welches später als Gefängnisturm diente. Gegenwärtig erinnert eine in den Boden eingelassene Bronze-Plakette am nordwestlichen Rand des Hebelparks an diesen Turm.
Die Errichtung des Hebelparks wurde Ende des 19. Jahrhunderts im Zuge der Umnutzung des Areals durch den damaligen Bürgermeister Johann Josef Grether in Auftrag gegeben. 1875 konnte er der Öffentlichkeit übergeben werden. Für den damals noch als „Hebelplatz“ bezeichneten Park wurde im Mai 1898 ein Aufseher gesucht. Da der Aufseher anscheinend bisweilen mit handgreiflichen Methoden für Ordnung sorgte, erlegte ihm 1908 die Stadtverwaltung auf, seine Peitsche nicht gegen Personen einzusetzen, insbesondere nicht gegen Kinder. Trotzdem durfte er die Peitsche behalten. Zum 150. Geburtstag des namensgebenden Hebel wurde im Jahr 1910 im Park ein Denkmal enthüllt. Zur feierlichen Einweihung waren der Großherzog von Baden Friedrich II. und dessen Gattin angereist.
2011 lobte die Stadt Lörrach einen Wettbewerb zur Umgestaltung des Parks aus. Landschaftsarchitekten aus Freiburg erhielten den Zuschlag, die den zentrumsnahen Park 2016 umgestalteten.

## Beschreibung
Der zentral in der Lörracher Innenstadt gelegene Hebelpark weist eine leicht trapezförmige Grundfläche auf. Die Parkfläche befindet sich zwischen der östlich vom Park gelegenen Bahnhofstraße und der parallel dazu verlaufenden Wiesentalbahn, der nördlich gelegenen Stichstraße „Am Hebelpark“, der zur Fußgängerzone gehörenden Turmstraße westlich vom Park sowie einer Fußgängerverbindung im Süden, welche den Park von der Hebelschule trennt. In der näheren Umgebung ist im Süden das Amtsgericht Lörrach zusammen mit der Justizvollzugsanstalt sowie der Lörracher Hauptbahnhof knapp 100 Meter nordöstlich zu finden. Am Nordende sind Fahrradstellplätze sowie einige Behindertenparkplätze.
Der Hebelpark besteht durchgängig aus einer Wiese mit einem lockeren älteren Baumbestand. Auf den Wiesen verteilen sich überlange Holzbänke und geschwungene Himmelsliegen. Im östlichen Bereich, der zur Fußgängerzone geöffnet ist, sind Wasserspiele, im Boden eingelassene Trampoline und weitere Spielgeräte für Kinder. Diese Elemente wurden bei der Parkumgestaltung Anfang der 2010er Jahre dem Park ergänzt. So wurde der Park zur westlich flankierenden Fußgängerzone stärker geöffnet und mit ihr eingebunden.
Es existieren zwei Wege: Einer verläuft von der nordwestlichen zur südöstlichen Ecke, der zweite Nebenweg zweigt davon mittig ab und verläuft in Richtung Hebelschule. Im Gabelungsbereich dieser beiden Wege steht eine überlebensgroße, 2,20 Meter hohe Bronzestatue von Johann Peter Hebel. Sie ist das zentrale Element des kleinen Parks. Die Statue thront auf einem behauenen, würfelförmigen Sockel aus Schwarzwaldgranit. Auf der Stirnseite befinden sich der Name und die Lebensdaten des Schriftstellers als Inschrift. An beiden Seiten sowie der Rückseite sind jeweils rechteckige, figürliche Reliefs eingelassen. Die Statue stammt von dem Bildhauer Wilhelm Gerstel und wurde im Oktober 1909 erschaffen.
Gemäß städtischer Verordnung vom 14. Januar 2022 wurde eine rund 32 Meter hohe und etwa 150 Jahre Platane aufgrund ihrer kulturellen Bedeutung und bildprägenden Eigenschaft, die östlich vom Hebel-Denkmal steht, zum Naturdenkmal (→Liste der Naturdenkmale in Lörrach) erklärt.